# 坏男孩

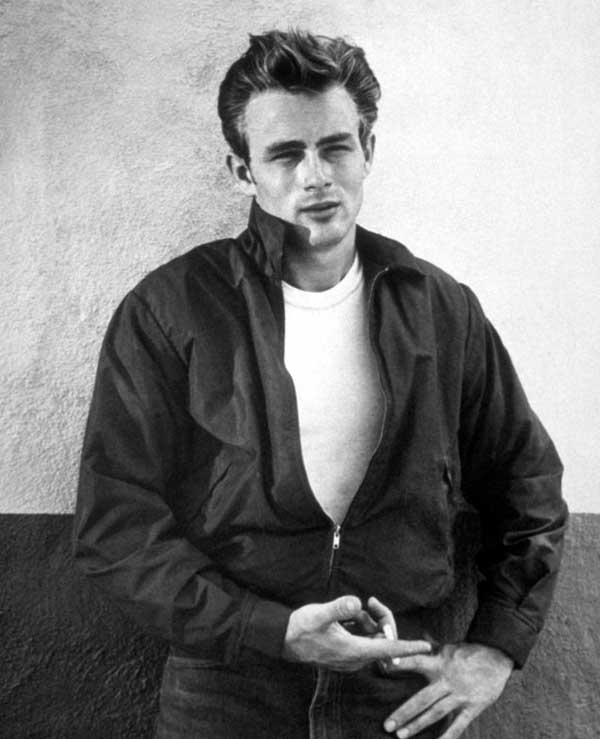
占士·甸在《阿飛正傳》飾演的角色被認為是坏男孩的典型例子

壞男孩（英語：Bad boy）是一種有不同文化原型的定型角色，通常與「浪子」一詞同義使用，指一些不遵守社會規範、行為不端的男性。
克里斯蒂娜·格里什（Kristina Grish）著作《上癮》（Addickted）中描述出壞男孩的刻板印象，為「具有令人眼花繚亂的能力，讓女性瘋狂而不可抗拒的流氓」，並且對生活和愛情有著「放任自流的態度」。
《獨立報》的一篇文章將「壞男孩」與具有特定人格特徵的男性進行比較，有時被稱為馬基雅維利主義的黑暗三角人格，並稱發現這些男性可能有更多的性緋聞。